# Miguel de los Ríos
Miguel Evaristo de los Ríos Areche (Lircay, 1802 - Lima, 1881) fue un médico y político peruano.
Nació en Lircay, actual provincia de Angaraes en el departamento de Huancavelica, Perú, en 1802. Fue hijo de Manuel de los Ríos y María Eugenia Areche. Su padre era minero. Viajó a Lima a los 6 años bajo la tutela de su tío José Domgínguez quien era armador y propietario de buques por lo que tuvo educación marina y de ciencias en la Universidad de Lima. Luego de la independencia, siguió estudios de medicina humana en la facultad de San Fernando donde contó con el apoyo del doctor Luna Pizarro graduándose de médico en 1828.
En 1831 fue elegido diputado por la provincia de Huancavelica que en esos años perteneció temporalmente al departamento de Ayacucho siendo reelegido en 1832.
Inició su práctica en el Hospital de la Caridad y, hacia 1840, pasa al Hospital de San Andrés. En 1858 estuvo a cargo del departamento de medicina del Hospital de San Andrés en Lima junto con los doctores Francisco Cervera y Manuel Odriozola. A partir de 1845 tomó la cátedra de medicina en la Facultad de San Fernando y, desde 1860, fue decano de dicha facultad ocupando ese cargo hasta 1876. En 1869 fue nombrado miembro honorario de la Facultad de Medicina de Santiago de Chile a propuesta del Presidente de Chile José Joaquín Pérez.Asimismo, en 1870 fue nombrado como miembro de la Academia de Ciencias de California, Estados Unidos.
Fue miembro del Partido Civil dentro del bloque conocido como de la burguesía académica. Fue elegido como senador por el departamento de Huancavelica en 1874 y reelegido en 1876 y 1878 siempre en representación de ese departamento.
Falleció en Lima, Perú, el 28 de junio de 1881 de un ataque de congestión cerebral.